# Тенетники (зупинний пункт)
Тене́тники — пасажирський залізничний зупинний пункт Івано-Франківської дирекції Львівської залізниці.
Розташований за кількасот метрів від села Тенетники, Галицький район, Івано-Франківської області на лінії Ходорів — Хриплин між станціями Бурштин (8 км) та Букачівці (4 км).
Станом на лютий 2019 року щодня сім дизель-потягів прямують за напрямком Ходорів — Івано-Франківськ.